# Estação Itaim Paulista
A Estação Itaim Paulista é uma estação ferroviária pertencente à Linha 12–Safira da CPTM, localizada no distrito do Itaim Paulista, a poucos metros do distrito do Jardim Helena (lado norte), facilitando o acesso dos passageiros de ambos os bairros, situados no extremo leste do município de São Paulo.

## História
A Variante de Poá (ou Variante de Calmon Viana) teve a construção iniciada em 1921 pela EFCB para facilitar a viagem dos trens de carga por causa de suas poucas curvas se comparado ao ramal de São Paulo, sendo que a construção da Estação Itaim Paulista foi finalizada e o prédio inaugurado em 7 de fevereiro de 1926, mas a linha foi aberta somente em 1 de janeiro de 1934, após oito anos de interrupção das obras. 
Em 1 de março de 1962, a estação recebeu o último trem a vapor da linha, que ligava a Estação Roosevelt até a Estação Itaim Paulista. Em 1977, a RFFSA contratou a empresa Cetenco Engenharia S/A para reconstruir a estação. O novo prédio foi aberto em 6 de março de 1979 e a partir de 1 de junho de 1994 passou a ser operado pela CPTM.

### Projeto e obra
A CPTM lançou a concorrência número 8379402011 em janeiro de 2005, visando à elaboração de projetos de reforma e reconstrução de doze estações, dividas em seis lotes. A Estação Itaim Paulista foi alocada no lote 6, ao lado da Estação Franco da Rocha. Em março de 2005, o resultado da licitação foi apresentação e homologado, tendo o lote 6 sido vencido pelo Consórcio Sondotécnica/Urbaniza, pelo valor de 1 056 808 reais.
Para reconstruir a estação (além das estações USP Leste e Comendador Ermelino), a CPTM realizou a concorrência em 8 de outubro de 2005. Foi contratado o Consórcio Variante de Poá (formado pelas empresas Tejofran, O&M, Heleno e Fonseca e SPA), pelo valor de 147 062 54543 reais. Em 2006, o prédio de 1979 foi demolido para a construção de uma nova estação, de acordo com o projeto de modernização da Linha 12–Safira da CPTM. Uma passarela foi construída provisoriamente, enquanto as obras eram realizadas. A nova estação foi entregue em 28 de maio de 2008.

## Tabela
| Sigla | Estação        | Inauguração            | Integração               | Plataforma | Posição    | Notas                                                                           |
| ----- | -------------- | ---------------------- | ------------------------ | ---------- | ---------- | ------------------------------------------------------------------------------- |
| ITI   | Itaim Paulista | 7 de fevereiro de 1926 | Bilhete Único da SPTrans | Central    | Superfície | Estação construída pela EFCB Reconstruída pela RFFSA e posteriormente pela CPTM |